# ژرژ وامبست
ژرژ وامبست (فرانسوی: Georges Wambst‎; ۲۱ ژوئیهٔ ۱۹۰۲ – ۱ اوت ۱۹۸۸) دوچرخه‌سوار اهل فرانسه بود.